# جنيزة

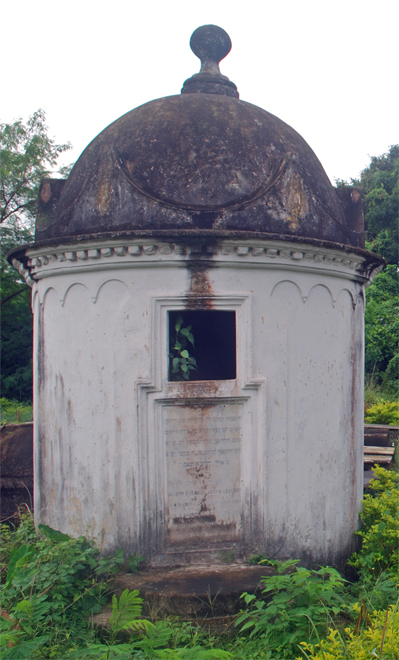

جنيزة أو جنيزا (بالعبرية: גניזה وتلفظ بالجيم المصرية) هي مجموعة الأوراق والوثائق التي لا يجوز إبادتها أو إهمالها وفقا للديانة اليهودية، وخصوصا إذا ضمت اسم الله بين ثناياها، وإنما تُخَزَّنُ في غرفة معزولة في الكنيس أو المعبد لأجيال.
ولهذه الكلمة ذات الجذر للكلمة العربية "جنازة"، أي الدفن أو الدفينة، لأنه يجب بعد كل مدة جمع هذه الوثائق ودفنها في المقابر. وتعتبر الجنيزة التي عثر عليها في معبد بن عزرا في القاهرة، من أهم مجموعات الجنيزة في العالم.
وتعتبر الجيزة في مصر اختصارا لهذه الكلمة إذ بالأصل كان اسمها جنيزة ثم مع الزمن التطوري أصبحت جيزا كذلك ورد ذكر اسم الجيزة في بلاد الشام في الجزء الجنوبي من سوريا في أسفل اذرعات وتعتبر من الأماكن التي سكنها اليهود وبنوا بها مدائنهم وهي من الأماكن الأثرية والموغلة في القدم والتي تضم مختلف الحضارات القديمة وهي قرية تشرف على وادي الزيدي في سهل حوران [بحاجة لمصدر].

## جنيزة القاهرة
تعد جنيزة كنيس بن عزرا في القاهرة من أهم المصادر لمعرفة تاريخ اليهودية. بما أن هذا الكنيس هو من أقدم الكنائس في العالم، احتوت الجنيزة الخاصة به على نحو 200 ألف وثيقة، يعود أقدمها إلى القرن ال11 ميلاديا . بقيت معظم الوثائق في حالة جيدة بفضل المناخ الجاف الذي تتميز به مدينة القاهرة، ولكون الطائفة اليهودية القاهرية طائفة يهودية مركزية في القرون الوسطى، عُثِرَ في هذه الجنيزة على وثائق وكتب من جميع أنحاء العالم اليهودي، بما في ذلك بعض الوثائق المكتوبة بلغات يهودية أوروبية، مثل اللغة الييديشية.
من أهم النصوص التي عُثِرَ عليها في جنيزة القاهرة هو النص العبري الأصلي لسفر حكمة بن سيرا. ترك اليهود هذا السفر بسبب الخلاف حول قدسيته، أما المسيحيون فواصلوا يقدسونه، حيث بقيت ترجمته الأولى إلى اللغة اليونانية، بينما ضاع النص العبري، حتى العثور على نسخة عبرية قديمة في جنيزة القاهرة. كذلك عُثِرَ فيها على نسخ قديمة للهاجادا، وهي مجموعة النصوص الدينية والصلوات التي تقرأ خلال عشاء عيد الفصح اليهودي. احتوت الجنيزة أيضا على شهادات الزواج والطلاق وعقود بين أبناء الطائفة اليهودية وعلى أسئلة أرسلها يهود إلى الحاخامين في مصر بشأن الشريعة اليهودية. من هذه الوثائق يمكن معرفة الأحداث التاريخية التي شهدته الطوائف اليهودية في مصر وفي بلدان أخرى.
بدأ البحث الأكاديمي في نصوص جنيزة القاهرة في تسعينات القرن ال19 على يد باحثين يهود وغير يهود من جامعات أوروبية. منذ ذلك الحين أُخْرِجَ كل مضمون الجنيزة تقريبا ونقله إلى مكتبات وأراشيف في أوروبا. اليوم توجد نسبة 70% من مضمون جنيزة القاهرة في مكتبة جامعة كامبريدج بإنجلترا. خلال الحرب العالمية الثانية ضاعت بعض الوثائق التي كانت محفوظة في مكتبات بألمانيا وبولندا.